# Nível de apoio à evolução
O nível de apoio à evolução entre cientistas, o público em geral e outros grupos é um tópico que surge frequentemente na controvérsia da criação vs. evolução e toca em questões educativas, religiosas, filosóficas, científicas e políticas. O assunto é primariamente contencioso nos Estados Unidos da América. No entanto, é também importante em outros países onde criacionistas advogam o ensino do criacionismo como alternativa válida à evolução, ou retratam a evolução como um paradigma científico inadequado.
Embora na comunidade científica haja acordo quase universal que as evidências da evolução são avassaladoras, e que o consenso científico apoiando a síntese evolutiva moderna é praticamente absoluto, criacionistas têm assegurado que existe controvérsia e desacordo científico significativo sobre a validade da evolução.

## Posição oficial da Igreja Católica
A Igreja Católica acabou, no século XX, por aceitar oficialmente que as teorias do Big-Bang e da evolução não são incompatíveis com a crença da criação divina do mundo.
A Igreja Católica não mantém nenhuma posição oficial sobre a teoria da criação ou evolução, deixando as especificidades da evolução teísta ou do criacionismo literal para o indivíduo dentro de certos parâmetros estabelecidos pela Igreja. O Papa Pio XII, em 1950, afirmou que “o magistério da Igreja não proíbe que nas investigações e disputas entre homens doutos de ambos os campos se trate da doutrina do evolucionismo”.